# 1885 en baseball
Chronologie du baseball
Baseball en 1884 - Baseball en 1885 - Baseball en 1886
Les faits marquants de l'année 1885 en Baseball

## Champions

### Ligue nationale
- 10e édition aux États-Unis du championnat de baseball de la Ligue nationale. Les Chicago White Stockings s’imposent avec 87 victoires et 25 défaites[1].

| Ligue nationale |                               |      |      |        |    |
| Rang            | Club                          | Vic. | Déf. | % vic. | GB |
| 1er             | Chicago White Stockings       | 87   | 25   | .777   | -- |
| 2e              | New York Giants               | 85   | 27   | .759   | 2  |
| 3e              | Philadelphia Phillies/Quakers | 56   | 54   | .509   | 30 |
| 4e              | Providence Grays              | 53   | 57   | .482   | 33 |
| 5e              | Boston Beaneaters             | 46   | 66   | .411   | 41 |
| 6e              | Detroit Wolverines            | 41   | 67   | .380   | 44 |
| 7e              | Buffalo Bisons                | 38   | 74   | .339   | 49 |
| 8e              | St. Louis Maroons             | 36   | 72   | .333   | 49 |

### Association américaine
- 5 octobre : 4e édition aux États-Unis du championnat de baseball de l'American Association. Les St. Louis Browns s’imposent avec 79 victoires et 33 défaites.

| Association américaine |                             |      |      |        |      |
| Rang                   | Club                        | Vic. | Déf. | % vic. | GB   |
| 1er                    | St. Louis Browns            | 79   | 33   | .705   | --   |
| 2e                     | Cincinnati Red Stockings    | 63   | 49   | .563   | 16   |
| 3e                     | Pittsburgh Alleghenys       | 56   | 55   | .505   | 22.5 |
| 4e                     | Philadelphia Athletics (en) | 55   | 57   | .491   | 24   |
| 5e                     | Louisville Colonels         | 53   | 59   | .473   | 26   |
| 6e                     | Brooklyn Grays              | 53   | 59   | .473   | 26   |
| 7e                     | New York Metropolitans      | 44   | 64   | .407   | 33   |
| 8e                     | Baltimore Orioles           | 41   | 68   | .376   | 36.5 |

### World's Championship Series
- 14/24 octobre : 2e édition aux États-Unis des World's Championship Series de baseball entre les champions de l'American Association et de la Ligue nationale. En une série de sept matches, Chicago White Stockings et St. Louis Browns (3-3-1).

### Autres compétitions
- Le Habana Base Ball Club remporte le championnat de Cuba en remportant cinq matches pour trois défaites[2].

## Événements
- 1er octobre : fondation dans la banlieue de New York du club des Cuban Giants. Cette formation professionnelle n'aligne que des joueurs noirs ; c'est la première du genre.

## Naissances
| - 2 janv. : Chick Autry - 5 janv. : Art Fletcher - 15 janv. : Grover Lowdermilk - 21 janv. : Benny Meyer - 3 févr. : Slim Sallee - 17 févr. : Steve Evans - 13 avr. : Vean Gregg - 13 avr. : Red Killefer - 20 avr. : Ted Easterly |  | - 18 mai : Cy Barger - 23 mai : Hugh Bradley - 11 juin : Chris Mahoney - 9 juil. : Buck Herzog - 17 juil. : Les Wilson - 4 août : Tex Jones - 3 sept. : Ed Konetchy - 12 sept. : Fred Luderus - 22 sept. : Walter Lonergan |  | - 22 sept. : Jimmy Walsh - 28 sept. : Wilbur Good - 6 oct. : John Knight - 14 oct. : Ivy Olson - 15 nov. : Pat Ragan - 4 déc. : Shano Collins - 6 déc. : Jack Stansbury - 11 déc. : Fred Anderson - 20 déc. : Joe Wilhoit |